# A Division 1976-1977 (Irlanda)
La stagione 1976-1977 è stata la cinquantaseiesima edizione della League of Ireland, massimo livello del calcio irlandese.

## Avvenimenti

### Il campionato
La prima giornata del torneo registrò un risultato negativo da parte dei campioni uscenti del Dundalk, sconfitti per 4-2 dallo Sligo Rovers; ottenendo risultati utili nei successivi cinque turni, i Bit'o Reds presero subito il comando della classifica, ma una serie di sconfitte e pareggi favorì un sorpasso da parte del Drogheda United. Superato il periodo di crisi, lo Sligo Rovers tornò in testa il 12 dicembre, grazie alla vittoria nello scontro diretto coi Drogs; tale risultato favorirà anche i Bohemians, che si proporranno come diretti concorrenti della capolista, sconfitta fra l'altro nello scontro diretto del 10 gennaio. Nonostante il passo falso subito, nei tre mesi successivi lo Sligo Rovers amministrò il vantaggio residuo arrivando al 10 aprile con un solo punto di distacco dai Bohs. Vincendo contro lo Shamrock Rovers e per effetto di una sconfitta dei rivali, i Bit'o Reds ratificarono con un turno d'anticipo sia il secondo titolo nazionale, sia l'accesso in Coppa dei Campioni. La qualificazione in Coppa UEFA fu invece appannaggio del Bohemians, che già da tempo aveva distanziato il Drogheda United.
Al termine del campionato l'Albert Rovers annunciò, dopo una sola stagione di militanza, la propria uscita dalla League of Ireland per effetto della fusione con il Cork Alberts.

## Squadre partecipanti

### Profili
| Club partecipanti | Club partecipanti | Città      | Stadio          | Stagione 1975-1976                  |
| ----------------- | ----------------- | ---------- | --------------- | ----------------------------------- |
| Albert Rovers     | dettagli          | Cork       | Flower Lodge    | Non iscritto alla League of Ireland |
| Athlone Town      | dettagli          | Athlone    | St Mel's Park   | 7° in League of Ireland             |
| Bohemians         | dettagli          | Dublino    | Dalymount Park  | 4° in League of Ireland             |
| Cork Celtic       | dettagli          | Cork       | Turners Cross   | 8° in League of Ireland             |
| Drogheda Utd      | dettagli          | Drogheda   | Lourdes Stadium | 6° in League of Ireland             |
| Dundalk           | dettagli          | Dundalk    | Oriel Park      | Campione d'Irlanda                  |
| Finn Harps        | dettagli          | Ballybofey | Finn Park       | 2° in League of Ireland             |
| Home Farm         | dettagli          | Dublino    | Tolka Park      | 12° in League of Ireland            |
| Limerick          | dettagli          | Limerick   | Jackman Park    | 13° in League of Ireland            |
| Shamrock Rovers   | dettagli          | Dublino    | Glenmalure Park | 14° in League of Ireland            |
| Shelbourne        | dettagli          | Dublino    | Tolka Park      | 9° in League of Ireland             |
| Sligo Rovers      | dettagli          | Sligo      | The Showgrounds | 10° in League of Ireland            |
| St Patrick's      | dettagli          | Dublino    | Richmond Park   | 11° in League of Ireland            |
| Waterford         | dettagli          | Waterford  | Kilcohan Park   | 3° in League of Ireland             |

### Allenatori
| Club          | Allenatore      |
| ------------- | --------------- |
| Albert Rovers | Sconosciuto     |
| Athlone Town  | Trevor Hockey   |
| Bohemians     | Billy Young     |
| Cork Celtic   | Bobby Tambling  |
| Drogheda Utd  | Jimmy McAlinden |
| Dundalk       | Jim McLaughlin  |
| Finn Harps    | Patsy McGowan   |

| Club            | Allenatore     |
| --------------- | -------------- |
| Home Farm       | Dave Bacuzzi   |
| Limerick        | Ewan Fenton    |
| Shamrock Rovers | Seán Thomas    |
| Shelbourne      | Tommy Carroll  |
| Sligo Rovers    | Billy Sinclair |
| St Patrick's    | Barry Bridges  |
| Waterford       | John McSeveney |

## Classifica finale
|  | Pos. | Squadra         | Pt | G  | V  | N  | P  | GF | GS | DR  |
|  | ---- | --------------- | -- | -- | -- | -- | -- | -- | -- | --- |
|  | 1.   | Sligo Rovers    | 39 | 26 | 18 | 3  | 5  | 48 | 20 | +28 |
|  | 2.   | Bohemians       | 38 | 26 | 17 | 4  | 5  | 50 | 29 | +21 |
|  | 3.   | Drogheda Utd    | 34 | 26 | 12 | 10 | 4  | 56 | 34 | +22 |
|  | 4.   | Waterford       | 33 | 26 | 12 | 9  | 5  | 42 | 28 | +14 |
|  | 5.   | Dundalk         | 29 | 26 | 12 | 5  | 9  | 51 | 42 | +9  |
|  | 6.   | St Patrick's    | 28 | 26 | 9  | 10 | 7  | 30 | 27 | +3  |
|  | 7.   | Shelbourne      | 28 | 26 | 10 | 8  | 8  | 39 | 40 | -1  |
|  | 8.   | Finn Harps      | 26 | 26 | 9  | 8  | 9  | 40 | 45 | -5  |
|  | 9.   | Cork Celtic     | 25 | 26 | 10 | 5  | 11 | 48 | 44 | +4  |
|  | 10.  | Athlone Town    | 23 | 26 | 8  | 7  | 11 | 43 | 46 | -3  |
|  | 11.  | Shamrock Rovers | 17 | 26 | 7  | 3  | 16 | 26 | 46 | -20 |
|  | 12.  | Limerick        | 16 | 26 | 5  | 6  | 15 | 29 | 47 | -18 |
|  | 13.  | Albert Rovers   | 16 | 26 | 5  | 6  | 15 | 21 | 42 | -21 |
|  | 14.  | Home Farm       | 12 | 26 | 4  | 4  | 18 | 22 | 55 | -33 |

Legenda:

         Campione d'Irlanda e qualificata in Coppa dei Campioni 1977-1978
         Vincitrice della FAI Cup e qualificata in Coppa delle Coppe 1977-1978
         Qualificate in Coppa UEFA 1977-1978
         Scioglimento
Note:
Due punti a vittoria, uno a pareggio, zero a sconfitta.

## Statistiche

### Primati stagionali
| Record - Maggior numero di vittorie: Sligo Rovers (18) - Minor numero di sconfitte: Drogheda Utd (4) - Miglior attacco: Drogheda Utd (56) - Miglior difesa: Sligo Rovers (20) - Miglior differenza reti: Sligo Rovers (+28) - Maggior numero di pareggi: Drogheda Utd e Shelbourne (10) - Minor numero di vittorie: Home Farm (4) - Maggior numero di sconfitte: Home Farm (18) - Peggiore attacco: Albert Rovers (21) - Peggior difesa: Home Farm (55) - Peggior differenza reti: Home Farm (-33) |

### Classifica dei marcatori
Nel corso del campionato sono state segnate complessivamente 545 reti, per una media di 2,99 marcature per incontro.

| Gol |  |  | Giocatore         | Squadra      |
| --- |  |  | ----------------- | ------------ |
| 16  |  |  | Sid Wallace       | Waterford    |
| 15  |  |  | Turlough O'Connor | Bohemians    |
| 13  |  |  | Gary Hulmes       | Sligo Rovers |
| 13  |  |  | Paul McGee        | Sligo Rovers |
| 12  |  |  | Martin Donnelly   | Drogheda Utd |
| 12  |  |  | Donnie Madden     | Cork Celtic  |
| 12  |  |  | Cathal Muckian    | Drogheda Utd |
| 11  |  |  | Brendan Bradley   | Finn Harps   |
| 11  |  |  | Liam Devine       | Shelbourne   |
| 11  |  |  | Mick Leonard      | Sligo Rovers |